# Parc des expositions de Haute-Saône
Le Parc des expositions de Haute-Saône, appelé commercialement Parc Expo 70, est un bâtiment multifonctionnel et modulable de 5 000 m2, dédié aux salons événementiels, foires, conférences et concerts pouvant accueillir jusqu'à 3 200 personnes.
Située à la périphérie de Vesoul, en Haute-Saône, le parc des expositions est la plus grande salle multifonction du département et accueille chaque année environ 25 000 visiteurs.

## Localisation
Localisé dans la zone Technologia, au nord de la ville, l'édifice couvre une surface de 3 200 m2, sur un terrain plat de 2 hectares. Équipé de deux parking (l'un de 138 places et le second de 29 places), la structure est intégralement accessible aux personnes à mobilité réduite. Le site est desservi par la ligne 4 du réseau de transports en commun vésulien Vbus. De forme rectangulaire, le bâtiment a une superficie de 90 mètres x 57 mètres (un demi-hectare), soit quasiment la taille d'un terrain de football.

## Historique
Le premier projet de création d'un parc des expositions à Vesoul date de 2001, mais fut annulé en 2007 pour raisons environnementales. En effet, le parc Technologia est situé à proximité d'une zone humide protégée qui s'étend au nord de Vesoul. À nouveau annulé en 2010 car non conforme au plan local d'urbanisme, le projet est finalement relancé par la suite. Devant les difficultés pour trouver un site adéquate pour la construction de la structure, il est décidé d'installer le parc des expositions dans un bâtiment déjà existant, une ancienne usine de fabrication de sièges en cuir de la société Faurecia, installée en 2001 dans la zone et qui a fermé ses portes en 2010. Après plusieurs mois de réaménagement et de restructuration, le parc est finalement inauguré le 3 juin 2013.
Le 15 septembre 2015, le parc des expositions accueille le président de la République François Hollande et le premier ministre Manuel Valls pour une réunion à huis clos.

## Équipements
Géré par la Chambre de commerce et d'industrie Saône-Doubs, le parc des expositions peut recevoir des manifestations de types salons, réunions, concerts, congrès et foires. La structure a une capacité totale de 3 200 personnes debout ou 2 000 assises.
| Type                    | Nom de l'équipement                      | Superficie |
| ----------------------- | ---------------------------------------- | ---------- |
| Salles de réunion       | Salon Innovation (anciennement salle D1) | 230 m2     |
| Salles de réunion       | Salon Créativité (anciennement salle D2) | 90 m2      |
| Salles de réunion       | Salon Performance (anciennement salle E) | 120 m2     |
| Salles de réunion       | Salon Business                           | 25 m2      |
| Hall d'accueil avec bar | Hall d'accueil avec bar                  | 180 m2     |
| Espaces                 | Espace A                                 | 1 300 m2   |
| Espaces                 | Espace B                                 | 650 m2     |
| Espaces                 | Espace C                                 | 1 200 m2   |
| Espaces                 | Espace VIP                               | 70 m2      |

| Type                 | Nom de l'équipement | Superficie |
| -------------------- | ------------------- | ---------- |
| Espaces grand format | Espaces A+B         | 1 950 m2   |
| Espaces grand format | Espaces A+B+C       | 3 200 m2   |

## Galerie

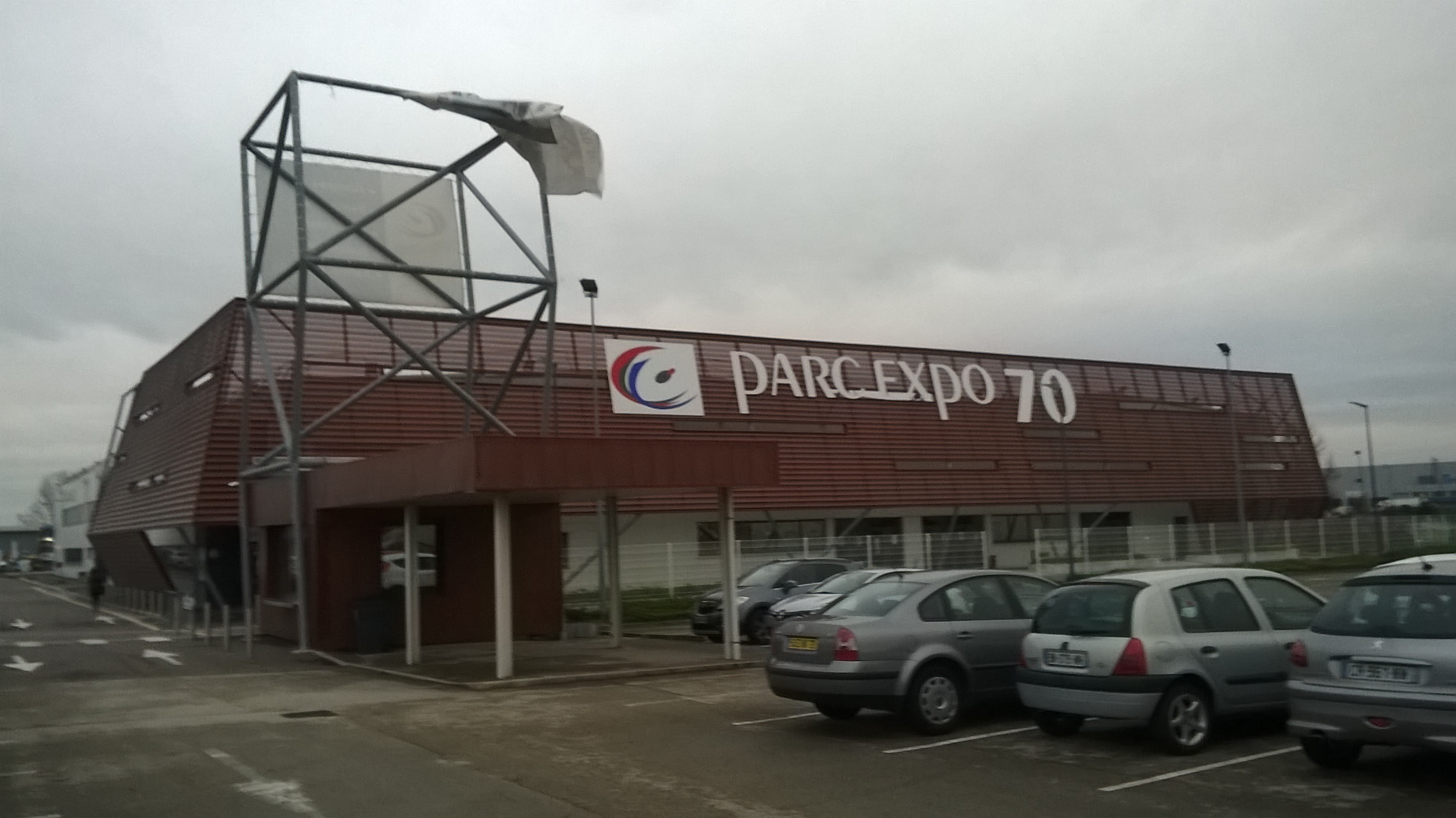
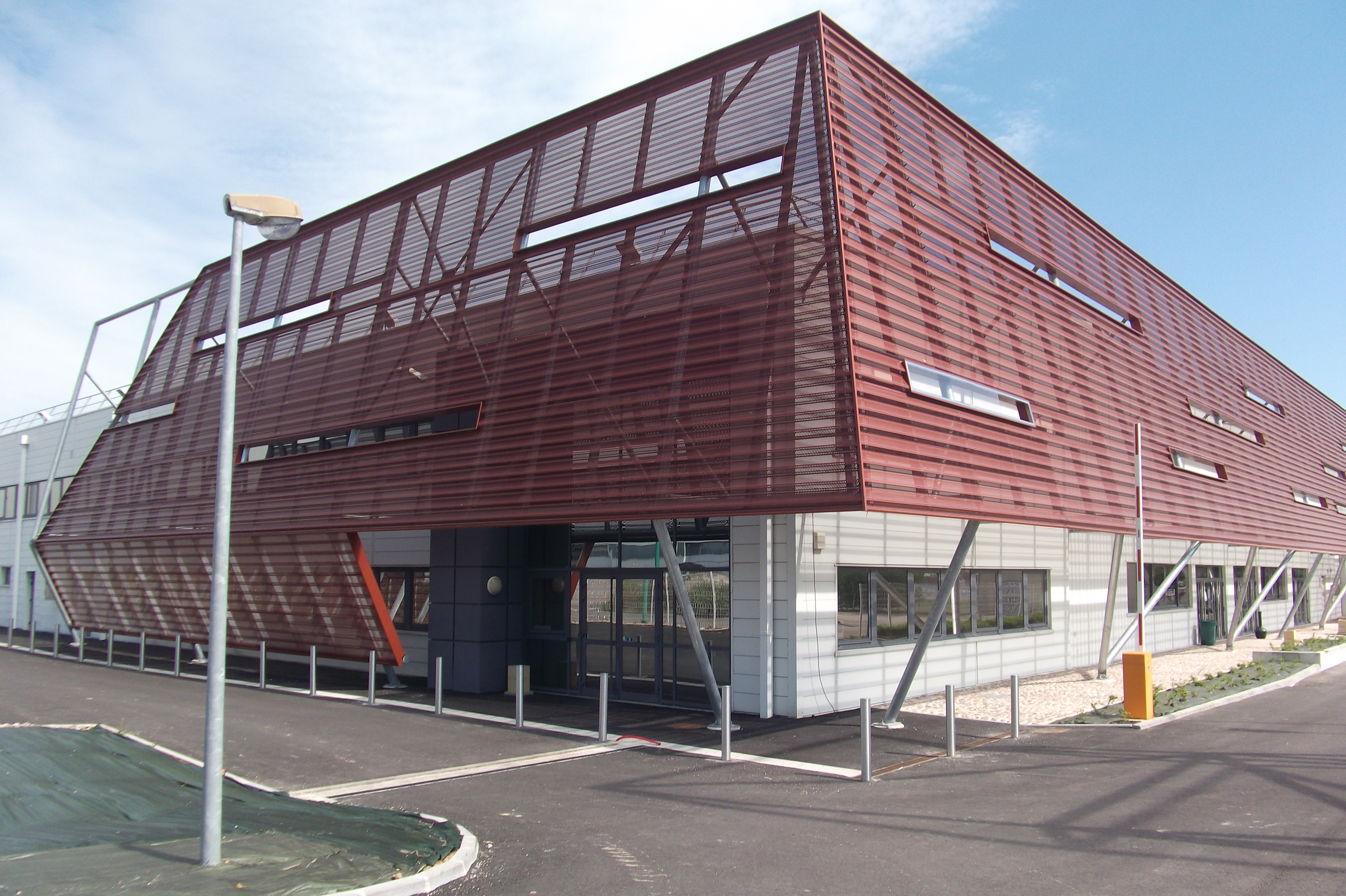
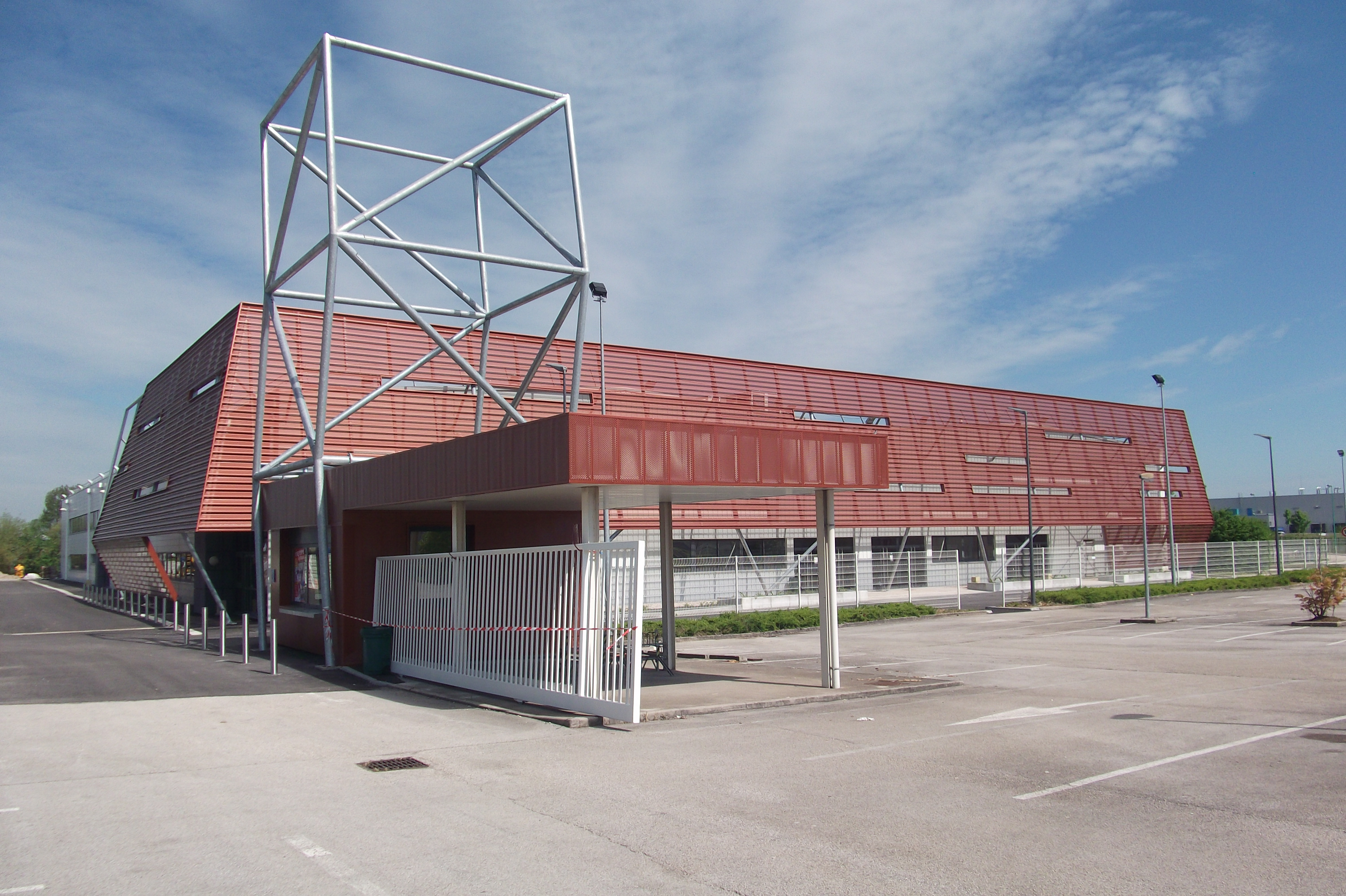